# Hankensbüttel
Hankensbüttel là một đô thị thuộc Samtgemeinde Hankensbüttel tại huyện Gifhorn, bang Niedersachsen, Đức. Đô thị này có diện tích 34,82 km². Đô thị này có cự ly khoảng 25 km về phía nam của Uelzen, và 30 km về phía bắc của Gifhorn.
Hankensbüttel là thủ phủ của Samtgemeinde Hankensbüttel ("đô thị tập thể"), gồm các đô thị sau:
- Dedelstorf
- Hankensbüttel
- Obernholz
- Sprakensehl
- Steinhorst